# De vrouw die voorspoed bracht

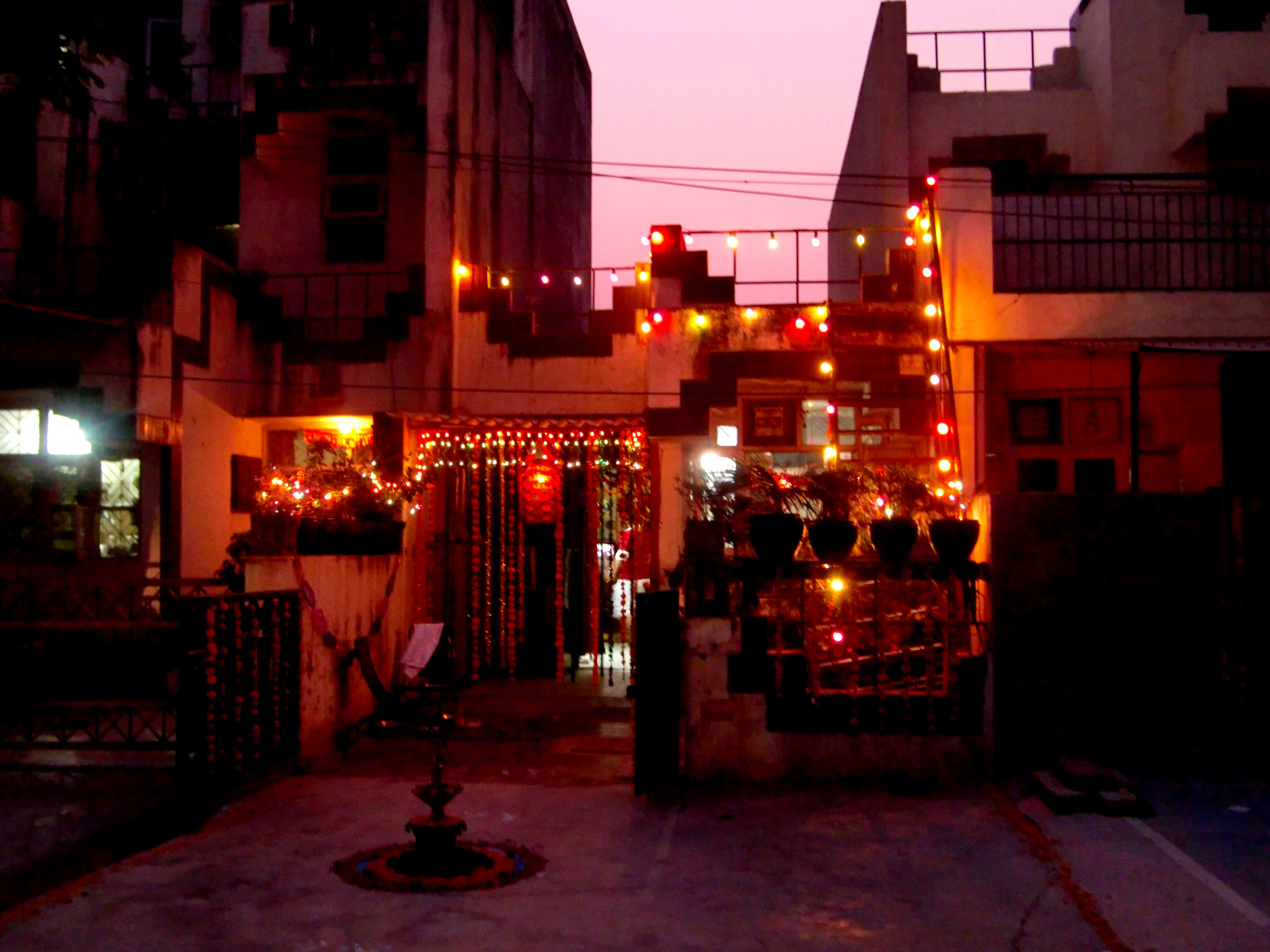
Verlichte huizen tijdens Divali

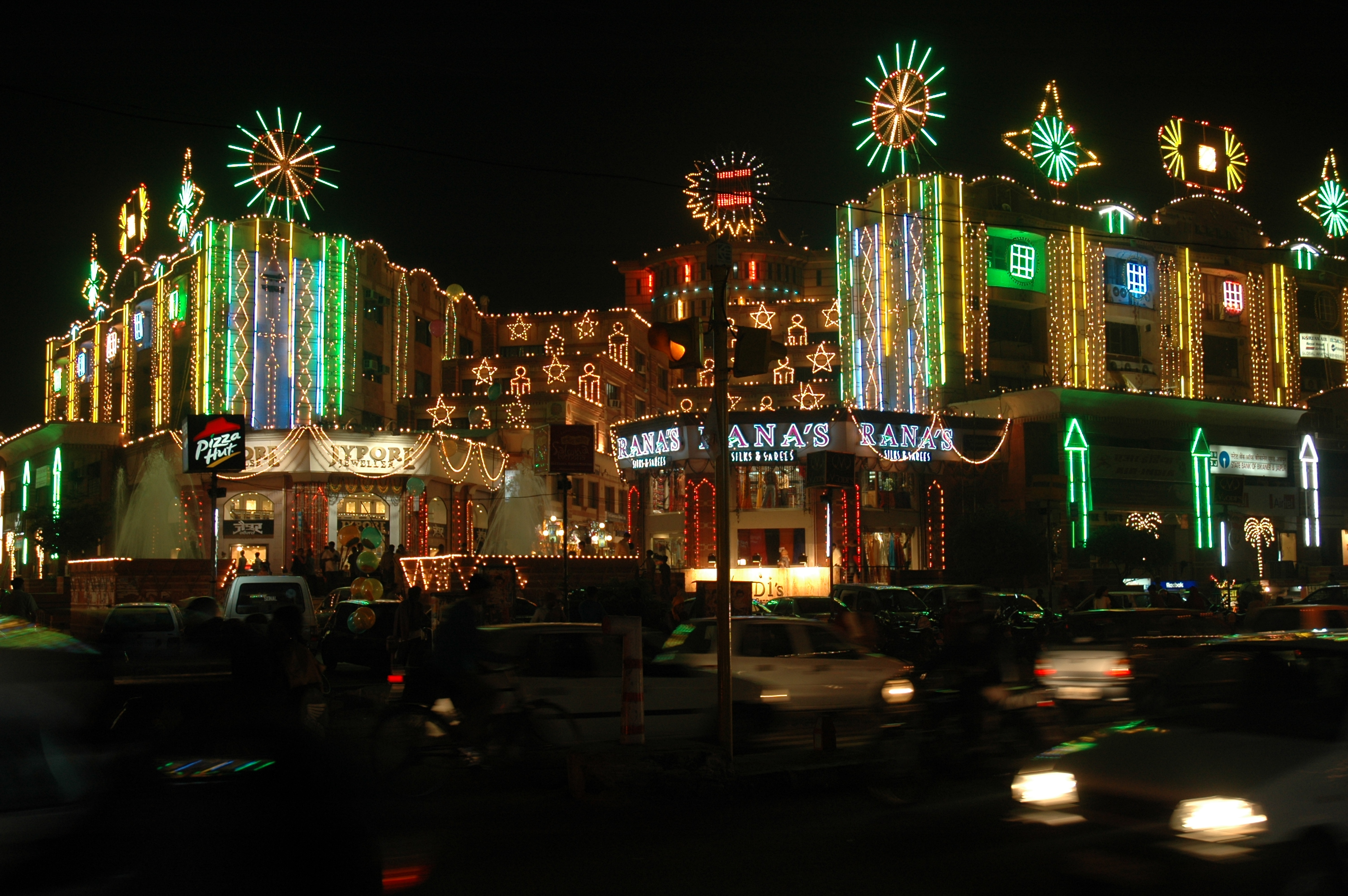
Verlichting tijdens Divali

De vrouw die voorspoed bracht is een volksverhaal uit India.

## Het verhaal
De vrouw van een arme brahmaan moet hard werken, ze vraagt of haar man de buurtbewoners hun huisvuil voor hun deur wilde laten zetten. Er ligt een dode slang tussen het huisvuil. De vrouw van een rijke koopman is dol op juwelen, ze houdt het meest van een gouden halsketting. Als ze gaat baden in de rivier, wordt de ketting door een kraai gepakt. De kraai ziet de dode slang en neemt deze mee, hij laat de ketting liggen. De koopman laat het nieuws over het verdwenen sieraad rondbazuinen en looft een beloning ui9t. De brahmaan ziet het sieraad en wil hem houden, zijn vrouw laat de ketting terugbrengen.
De vrouw neemt haar dagelijkse bad en houdt de offerdienst aan de god Krishna. Ze kleedt zich in een gele sari en neemt de gouden halsketting mee op een koperen bord. De koopman is blij het sieraad terug te zien en vraagt wat hij als beloning moet geven. De vrouw zegt dat hij moet beloven driemaal niet boos te worden en te geven waar ze om vraagt. De koopman doet dit en de vrouw vraagt of haar huis het enige mag zijn wat verlicht is tijdens Divali. De koopman is hier niet blij mee, maar geeft zijn woord.
De vrouw plaatst lampjes rond haar huis en doet de deur goed dicht. De godin Lakshmi komt naar de aarde en ziet dat het overal donker is. Lakshmi klopt op de deur van het verlichte huis en de vrouw zegt tegen de moedergodin dat ze erg arm zijn. Lakshmi gaat op zoek naar een ander huis, maar alles is donker en ze keert terug. De vrouw vraagt dan om alles te geven, zodat ze Lakshmi naar hartenwens kunnen vereren. De godin zal een overvloed aan rijkdom schenken en de brahmaan en zijn vrouw zijn gelukkig en toegewijd aan de godin.